# Бурба, Александр Адольфович
Алекса́ндр Адо́льфович Бу́рба (6 августа 1918, город Енакиево, Екатеринославская губерния, Украинская держава — 5 октября 1984, город Оренбург, РСФСР, СССР) — организатор промышленности и образования, учёный в области химической и металлургической технологий, создатель промышленного производства полупроводникового полуметалла германия в России (1959), кандидат технических наук (1968), профессор (1980), директор Медногорского медно-серного комбината (1954—1971), первый ректор Оренбургского политехнического института (1971—1983). Председатель Совета ректоров высших учебных заведений Оренбургской области (1972—1983). Почётный гражданин города Медногорска Оренбургской области (1979).

## Биография

### Донбасс
Был младшим из четырёх детей в семье выходца из Литвы Адольфа Бонифацевича Бурбы (1878—1951), весовщика железнодорожной станции Енакиево, награждённого серебряными часами «Лучшему весовщику России», и Анны Леонтьевны Бурба (1880-1920), умершей от тифа, когда Александру ещё не было двух лет. В школьные годы окончил художественную студию и работал учителем рисования в средней школе города Енакиево (с 1928 по 1935 гг. — Рыково) одновременно с обучением в старших классах той же школы (1934—1936). В 1936 году на республиканских соревнованиях в Харькове стал чемпионом Украинской ССР по пулевой стрельбе среди юношей, выполнил норматив мастера спорта СССР.

### Дон
В 1936 г. поступил в Ростовский-на-Дону государственный университет на химический факультет, который окончил в 1941 г., получив квалификацию научного работника в области химии и преподавателя вузов, втузов и техникумов. За отличную учёбу получал на пятом курсе только что учреждённую стипендию имени Сталина (всего в 1940/41 учебном году в Ростовском университете было восемь сталинских стипендиатов:171). Будучи студентом, работал в 1938—1939 гг. преподавателем химии на курсах мастеров социалистического труда в Ростове-на-Дону, а с 1940 г. — младшим научным сотрудником Гидрохимического института АН СССР в Новочеркасске Ростовской области, где и продолжил работать по окончании университета. Его научным руководителем был гидрохимик профессор Святослав Алексеевич Дуров (1889—1963).

### Оренбуржье

#### Медногорский медно-серный комбинат
В связи с началом Великой Отечественной войны был направлен на предприятие оборонного значения в город Медногорск Чкаловской (ныне Оренбургской) области. В 1941—1971 гг. — на Медногорском медно-серном комбинате (ММСК): инженер исследовательского отдела (1941—1943), начальник исследовательского отдела и лаборатории контрольно-измерительных приборов (1943—1944), технолог химического цеха (1944), начальник химического цеха и цеха № 1 (1944—1945), начальник отдела технического контроля (1945), начальник производственно-технического отдела (1945—1953), а в 1952—1953 также и начальник химического цеха, в 1953—1954 — главный инженер, в 1954—1971 — директор ММСК. Одновременно, в 1942—1945 гг. преподавал в ремесленном училище и был руководителем производственной практики студентов Уральского индустриального института.
В период, когда А. А. Бурба руководил комбинатом (почти 17 лет), на ММСК были проведены крупные организационно-технические мероприятия, способствовавшие увеличению мощности оборудования и более полному извлечению серы и меди из сырья. Благодаря научным идеям Бурбы, были решены многие производственные задачи, что привело в 1958 г. к переходу ММСК из планово-убыточных предприятий в рентабельные. Рентабельность производства достигла 16 %. Значительное увеличение производства серы на ММСК позволило в 1950-е годы прекратить импорт серы. В 1956 г. около 80 % серы, производимой в СССР, приходилось на долю ММСК.
В 1957 году в химическом цехе начал работать опытный участок переработки пыли, где приступили к выпуску новой продукции — полупроводникового металла германия в германиевом концентрате. В 1959 г. введён в действие цех переработки пыли, который помимо германия стал выпускать также, свинец в черновом свинце и другие редкие металлы. Впервые в СССР был налажен в промышленном масштабе выпуск концентрата германия из металлургических пылей и зол углей. В результате этого уже в 1960-е годы Советский Союз смог отказаться от импорта полупроводникового металла германия, который требовался для электронной промышленности, а в 1970-е годы начать его экспорт и стать мировым лидером по производству германия.

«Директор <…> объяснил, что именно здесь проходит линия борьбы за металл, так нужный Родине, и что на комбинате для молодого специалиста точек приложения сил и знаний больше, чем звёзд на небе. Эту фразу я запомнил на всю жизнь. И в последующем так и оказалось. <…> в августе 1957 года <…> химцех переживал рождение своего детища — участка переработки пыли. Наступал век полупроводников, стране нужен был германий — основа тогдашних самых первых транзисторов и диодов, которые много позже были вытеснены кремниевыми полупроводниками. А тогда германиевый концентрат, который должен был выпускать участок переработки пыли, был на вес золота. Страна не должна была отстать от других стран в производстве электроники и вычислительной техники».
— В. И. Иванов. Мы были единомышленниками (воспоминания главного инженера ММСК)
В 1959 году начал работу участок сократительной плавки и конвертирования. Вместо бедного медью штейна (с содержанием меди 10—12 %) комбинат начал выпускать черновую медь.
В 1961 году пущен цех серной кислоты, что не только увеличило комплексность переработки сырья, но и заметно улучшило экологическую обстановку в городе за счёт сокращения выбросов сернистого газа в атмосферу.
В 1962 г. А. А. Бурба был избран по конкурсу на должность начальника пирометаллургической лаборатории Среднеазиатского филиала Государственного научно-исследовательского института цветных металлов «Гинцветмет» (г. Алмалык, Ташкентская обл., Узбекистан), однако Оренбургский совнархоз отказался освободить его от должности директора ММСК, несмотря на постановление Совета Министров СССР (№ 1123 от 15.8.1956) о беспрепятственном освобождении с прежнего места работы специалистов, избранных по конкурсу на научную работу. Оренбургский обком КПСС поддержал решение совнархоза, поэтому Бурба не смог уйти с производства.
В 1968 г. А. А. Бурбе была присвоена учёная степень кандидата технических наук после защиты в Институте металлургии им. А. А. Байкова АН СССР диссертации по промышленной технологии получения германия. Тема диссертации: «Разработка технологии извлечения германия из медноколчеданных руд и зол энергетических углей». Научный консультант диссертации — член-корреспондент АН СССР Д. М. Чижиков (1895—1974). В то время производство германия было засекречено, поэтому работа А. А. Бурбы никогда не была опубликована в полном виде, а в ряде авторских свидетельств, полученных им в период работы на ММСК, названия изобретений не указаны.
За производственные достижения в период работы на ММСК Бурба был награждён двумя орденами Ленина, орденами Октябрьской Революции и «Знак Почёта», несколькими медалями. В середине 1950-х гг. ММСК стал передовым предприятием отрасли, четыре года подряд (1955—1958) ежеквартально завоёвывал переходящее красное знамя Совета Министров СССР и ВЦСПС за первенство во Всесоюзном социалистическом соревновании, и в конце концов знамя было оставлено комбинату навечно. В 1960-е годы Медно-серный комбинат был предприятием, работать на котором считалось престижным, поступить туда было нелегко.
Как директор градообразующего предприятия, А. А. Бурба был первым лицом не только на комбинате, но и, по сути, первым среди первых лиц Медногорска. Он уделял много внимания развитию социальной сферы комбината и всего города, строительству жилья, развитию объектов образования, культуры, спорта и отдыха. ММСК осуществлял шефство над средней школой № 1, которая в то время была основной в городе. Были построены здания спортивного (1960) и актового (1962) залов, соединённые со школой надземными галереями, а также оборудованное станками здание школьных мастерских для обучения токарным, слесарным и столярным работам (с 1961/62 учебного года). На стадионе «Труд» были сооружены высококачественные деревянные настилы для баскетбольных площадок на открытом воздухе, в результате чего в 1956 г. в Медногорске впервые прошло первенство Оренбургской области по баскетболу. В 1961 г. в центре Медногорска был открыт построенный силами ММСК Дом культуры металлургов, ставший при постоянной поддержке ММСК основным очагом культурной жизни города.

«В то время весь город (кроме посёлка Никитино) был на балансе комбината. Поэтому все вопросы, касающиеся жизни города, приходилось решать директору. Власть же партийная и советская была чисто номинальной».
— М. Е. Хилько. Вехи моей жизни (воспоминания директора ММСК)
В 1969 году под руководством Бурбы была воплощена в жизнь давняя мечта горожан о собственном водоёме: на восточной окраине Медногорска в долине реки Херсонки (правый приток Блявы) была построена плотина и создано заселённое рыбой водохранилище размером 1,5 х 0,3 км (площадь водного зеркала 40 га) с пляжем, лодочной станцией и местами для рыбалки. По берегам были высажены деревья. В 1996 году водоём ликвидировали, спустив воду через прокопанный в плотине проём. Со временем днище водоёма заросло кустарником и деревьями, однако за урочищем сохранилось название «Водоём».

#### Оренбургский политехнический институт
По предложению Первого секретаря Оренбургского обкома КПСС А. В. Коваленко в 1971 г. А. А. Бурба назначен ректором вновь созданного Оренбургского политехнического института (ОрПтИ). В 1980 г. Высшая аттестационная комиссия присвоила ему учёное звание профессора по кафедре общей химии. А. А. Бурба читал студентам курс лекций по общей химии. С октября 1983 г., после достижения предельного для руководителя организации возраста (65 лет), работал заведующим кафедрой химии Оренбургского политехнического института. Был персональным пенсионером республиканского значения.
За 13 лет ректорства А. А. Бурбы на базе филиала Куйбышевского политехнического института, имевшего небольшой бюджет, практически не располагавшего средствами для развития и серьёзными деловыми связями с производственными предприятиями Оренбурга, состоявшего лишь из двух учебных корпусов и небольшого общежития, был создан новый крупный вуз. На начальном этапе, в 1971—1973 гг., вузу оказывали помощь только предприятия Медногорска, в первую очередь Медно-серный комбинат, которым А. А. Бурба руководил ранее. В 1971 г. в институте было 100 преподавателей, из них лишь 25 имели учёные степени. В 1970-е годы происходило бурное развитие Оренбургского политехнического института: в год принимали на работу по 70-80 преподавателей.

«… постепенно большинство членов коллектива привыкли к <…> его неторопливости с решением кадровых вопросов: назначение проректоров по учебной и научной работе состоялось лишь через год с небольшим после назначения А. А. Бурбы. А вскоре выяснилось, что за образом неторопливого доброго седого дедушки скрывается железный характер и дальновидный руководитель крупного масштаба. <…> его наиболее активные противники оказались „за бортом“ без каких-либо шансов восстановления на работе в судебном порядке».
— Ю. Ф. Верещагин. История в лицах (воспоминания проректора ОрПтИ)
За период с начала 1971 по октябрь 1983 гг. были построены 3-й (основной) учебный корпус (11 тыс. м²) с актовым и спортивным залами (1975), увеличивший учебные площади более, чем вдвое, большая столовая на 530 мест, соединённая с основным учебным корпусом подземным переходом (1977), 40-квартирный жилой дом для преподавателей (1973), завершено строительство студенческих общежитий на 850 мест (1973). Перед новым учебным корпусом весной 1976 г. был разбит сквер, идею естественной планировки которого (в соответствии с протоптанными по вспаханной земле тропинками) предложил ректор. Вместе со студентами и преподавателями он участвовал в посадке первых деревьев.
В дополнение к трём имевшимся факультетам (механическому, строительному и электротехническому) были открыты ещё два: технологический (1974) и автотранспортный (1978), организовано 25 новых кафедр, оборудованы первый в Оренбурге информационно-вычислительный центр с большой ЭВМ ЕС-1022 (1982) и современные химические лаборатории. При институте было создано автомобильное хозяйство (около 20 легковых, в том числе повышенной проходимости, и грузовых машин, автобус), сооружены гараж и крытая стоянка на территории институтского городка. Автомобили использовались преимущественно для проведения геологических и природоохранных экспедиций.
С 1971 г. в институте началась подготовка инженеров-технологов по специальности «хранение и технология переработки зерна», в которых остро нуждалась зерноперерабатывающая отрасль Оренбуржья. Для их обучения требовалось сложное оборудование по циклу химико-биологических дисциплин. Ректор А. А. Бурба сумел получить валютные средства (в те годы это было непросто) для приобретения нескольких полнокомплектных импортных химических лабораторий с необходимой мебелью. Были организованы учебные лаборатории по общей, органической, аналитической и физической химии.
При непосредственном участии А. А. Бурбы, который сам был высококвалифицированным химиком, приоритетным в деятельности кафедры химии стало развитие научно-исследовательской работы. Результаты исследований были внедрены на ряде предприятий Оренбургской области, по их итогам были защищены несколько кандидатских диссертаций, а занимавшийся вопросами производства высокопрочной стали доцент кафедры химии Ю. Г. Гуревич стал в 1972 году доктором технических наук, одним из первых в ОрПтИ.
В институт удалось привлечь значительное количество преподавателей с учёными степенями, работавших ранее в других городах. Для них, кроме 40-квартирного дома на институтской территории, были построены ещё 150 квартир путём долевого участия института в жилищном строительстве, которое интенсивно вело объединение «Оренбурггазпром».
В тематику научно-исследовательских работ института кроме технических проблем были включены и вопросы охраны окружающей среды, связанные с деятельностью промышленных предприятий. В качестве структурного подразделения ОрПтИ в 1976 г. был создан Оренбургский НИИ охраны и рационального использования природных ресурсов (ныне Институт экологических проблем гидросферы при Оренбургском государственном университете). Это было первое в стране научное учреждение природоохранного профиля. Директором института стал профессор кафедры инженерной геологии и геодезии ОрПтИ член-корреспондент Академии наук СССР А. С. Хоментовский. Организационной особенностью этого НИИ было то, что он работал на хозрасчёте — на средства, получаемые по договорам с другими организациями.

«Преподаватели специальных предметов создавали такую атмосферу, при которой хотелось учиться. Они являлись своеобразным стержнем преподавательского коллектива. <…> воспоминание об институте тех лет рождает у меня ощущение тепла, какой-то атмосферы дома…».
— В. В. Киселёв. Главное — стать профессионалом (воспоминания студента ОрПтИ, 1973 — 1978)
С 1976 года начала выходить многотиражная институтская газета «Политехник», которая стала единственной газетой в Центральном районе Оренбурга: другие организации и предприятия, располагавшиеся здесь, своего СМИ не имели. Ректор А. А. Бурба был категорически против «себя в газете»: публикаций о его работе, а тем более очерков, рассказывающих о нём как личности, не было, он предпочитал оставаться «за кадром» — лишь изредка фотографией ректора сопровождались выдержки из его выступлений.
А. А. Бурба считал необходимым пропагандировать важность образования и науки, поэтому в 1971—1974 гг., пока шло строительство основного здания института (3-й учебный корпус), торжественное посвящение в студенты проводилось 1 сентября на главной площади Оренбурга у Дома Советов. Этой акцией демонстрировалась ведущая роль Оренбургского политехнического института среди вузов Оренбургской области.
Большое внимание А. А. Бурба уделял организации быта и досуга студентов. Сам в годы учёбы игравший на кларнете, он инициировал создание в 1980 г. институтского духового оркестра. В институте возникла первая в городе школа парашютного спорта. Ректор никогда не забывал отмечать успехи спортсменов института не только морально, но и материально, и даже подавал пример, участвуя в сдаче некоторых спортивных нормативов, за что получил золотой значок ГТО.

«… сказал мне об этом тренер по пулевой Драгомерецкий <…> когда я, просмотрев протоколы стрельбы преподавателей, увидел 50 из 50 результат ректора. Я, естественно, сказал: „Зачем такое очковтирательство?“. Тренер с обидой достаёт мишень ректора, а там на самом деле пуля в пулю. Он, говорит, чемпионом Украины был и мастером спорта СССР».
— Н. А. Полтавец. О, спорт, ты всё! (воспоминания студента ОрПтИ, 1970—1975)
За период, когда Оренбургским политехническим институтом руководил А. А. Бурба, количество специальностей выросло до 12, факультетов — до шести, кафедр — до 35. На очном отделении обучалось около 4 500 студентов. В институте работали 450 преподавателей, из которых около 200 имели учёные степени и звания. В институте сложилось несколько научных школ, одной из которых была химико-технологическая под руководством профессора А. А. Бурбы. Появились первые 6 докторов наук, профессоров, в том числе один член-корреспондент АН СССР. А. А. Бурба был авторитетным, известнейшим в Оренбургской области человеком, выдержанным, требовательным, уважающим себя и свой коллектив. Он никогда не позволял себе обратиться к студенту на ты. Деятельность А. А. Бурбы в должности ректора была отмечена награждением его в 1981 году вторым орденом «Знак Почёта».

### Семья
С декабря 1945 г. А. А. Бурба был женат на Зое Васильевне Бурба (1921—2008; в девичестве Улитина), уроженке станицы Шумилинской Ростовской области, которая окончила в 1946 г. Уральский политехнический институт, работала экономистом на ММСК (1946—1947) и в Исполкоме Медногорского городского Совета (1948—1951), директором кинотеатра «Урал» (1957—1966), директором Медногорской конторы кинопроката (1966—1971), заместителем директора Оренбургской областной конторы кинопроката (1971—1976). Была общественным ректором Народного университета культуры в Медногорске (1963—1967). Двое их детей окончили среднюю школу № 1 в Медногорске. Сын Георгий (род. в 1947) — специалист по топонимике и картографии планет, кандидат географических наук (1985), лауреат Государственной премии СССР (1989). Дочь Людмила (1951—2018; в замужестве Безукладникова) — специалист по промышленным огнеупорам, кандидат химических наук (1978).

## Технологические разработки
А. А. Бурба получил 29 авторских свидетельств на изобретения в области промышленных технологий. Его научно-технические исследования и промышленные внедрения относились к технологии очистки серы от примесей, производству серной кислоты, металлургии цветных, в том числе редких, металлов (меди, германия, свинца, висмута, кадмия, селена, таллия и др.), порошковой металлургии, технологии очистки газов в металлургии, очистке и утилизации отходов химических комбинатов, охране окружающей среды.
Результаты научно-технических разработок А. А. Бурбы были представлены им в докладах на ряде научных конференций, совещаний и семинаров, среди них:
- Научный семинар по проблеме извлечения германия при переработке руд. Москва, Гиредмет, 1960;
- Всесоюзное совещание по обмену опытом в области производства германиевого сырья. Зеленоград, Центр микроэлектроники, 1969;
- Всесоюзная научно-техническая конференция «Проблемы порошковой металлургии при производстве деталей в машиностроении». Ташкент, 1979;
- Республиканская научно-техническая конференция «Композиционные спечённые материалы для узлов трения машин и механизмов». Киев, 1980;
- Конференция «Прогрессивные методы порошковой металлургии в машиностроении» (III уральская зональная научно-техническая конференция). Оренбург, Оренбургский политехнический институт, 1980;
- Конференция «Проблемы охраны окружающей среды в районах с интенсивно развивающейся промышленностью» (II республиканская конференция по охране окружающей среды). Кемерово, 1982.

А. А. Бурба состоял в нескольких профессиональных научных и просветительских обществах, среди которых Всесоюзное химическое общество им. Д. И. Менделеева, Научно-техническое общество (НТО) цветной металлургии, НТО машиностроительной промышленности, Всесоюзное общество изобретателей и рационализаторов, Всесоюзное общество «Знание».

### Разделительная плавка меди и никеля
В 1942 г. А. А. Бурба был одним из ведущих разработчиков технологии разделительной плавки, позволившей одновременно выплавлять и медь, и никель в ватержакетных печах на Медногорском медно-серном комбинате (ММСК) вместо выполнявшейся до этого выплавки только меди. Разделительная плавка была революционным шагом в отечественной металлургии цветных металлов. Ударными темпами (работа шла круглосуточно) на ММСК была построена установка по переработке медно-никелевой руды, доставлявшейся из Мончегорска, где в связи с началом Великой Отечественной войны прекратил работу комбинат «Североникель», и из Норильска, где на горно-металлургическом комбинате в то время ещё не было полностью налажено производство никеля. Выплавленный на ММСК никелевый штейн, направлялся на комбинат «Южуралникель» в соседнем городе Орске для получения из него чистого никеля, который затем использовался при производстве броневой стали на Магнитогорском металлургическом комбинате.

### Пылеулавливание
В начале 1960-х гг. А. А. Бурба с сотрудниками создал первые в СССР пылеулавливающие фильтры для горячих газов с применением термостойкой ткани нитрон. Внедрение ткани нитрон в качестве фильтрующего материала в цехе переработки пыли на Медногорском медно-серном комбинате (ММСК) было отмечено в 1964 г. Бронзовой медалью Выставки достижений народного хозяйства СССР (ВДНХ).
Бурба участвовал в разработке способа пылеулавливания при зигзагообразном течении пылегазового потока в активной зоне электрофильтра (авт. свид. № 733133, 1984 г.), применённого в диафрагменном электрофильтре квазиоднородного электростатического поля, первые промышленные исследования которого выполнены при очистке газов металлургических печей на ММСК в 1983 г. Фильтры этой конструкции с последующими улучшениями используются на металлургических предприятиях уже более 30 лет (2015).

### Производство германия
В 1956—1960 гг. под руководством А. А. Бурбы и при его определяющем участии на Медногорском медно-серном комбинате (ММСК) в сотрудничестве с проектным институтом «Унипромедь» впервые в мировой практике разработали и внедрили в производство уникальную химико-металлургическую технологию комплексной переработки пылей медеплавильного производства и зол от сжигания энергетических углей с извлечением германия и других редких металлов. Пуск в 1959 году промышленного цеха переработки пыли на ММСК относят к крупнейшим внедрениям в цветной металлургии XX века. Этот сравнительно небольшой цех давал ежегодно более миллиона рублей прибыли.
В 1962 г. по инициативе и при участии А. А. Бурбы аналогичное производство было создано на Ангренском химико-металлургическом заводе (АХМЗ) в городе Ангрен в Узбекистане (ныне предприятие «Ангренэнергоцветмет»). Практически весь объём производства концентрата германия в СССР приходился на ММСК и АХМЗ. Создание крупномасштабного производства германия внесло значительный вклад в обеспечение экономической и оборонной безопасности страны.
Для переработки выпускавшегося на ММСК и АХМЗ германиевого концентрата в конечные продукты (чистый германий и его соединения) в 1961—1962 годах на Красноярском аффинажном заводе (с 1967 г. — Красноярский завод цветных металлов, затем — ОАО «Красцветмет») был создан цех по производству германия (ныне ОАО «Германий»). Строительство этого цеха было отнесено к числу наиболее приоритетных в силу исключительной важности его продукции для обороны страны. В 1962—1963 гг. цех производил 600 кг монокристаллического германия в год.
В 1968—1969 гг., когда внутренние потребности в германии были обеспечены, СССР впервые начал экспортировать диоксид германия, а в 1970 г. начался также экспорт поликристаллического зонноочищенного германия. СССР удерживал мировое лидерство по производству германия, увеличив выпуск металла настолько, что до 40 % производства уходило на экспорт. После распада СССР, вплоть до 2010 г., ММСК оставался единственным производителем германиевого концентрата в России. Производство германиевого концентрата на ММСК, продолжавшееся 50 лет, с 2010 г. приостановлено, а оборудование законсервировано. Дальнейшее производство германия в концентрате перенесено на ООО «Германий и приложения» в г. Новомосковске Тульской области.

## Память
- А. А. Бурба похоронен в городе Медногорске Оренбургской области на кладбище у горы Маяк[46][104][105][106].
- 25 января 1996 г. в аудитории 104 первого учебного корпуса, где ранее размещался кабинет первого ректора Оренбургского политехнического института А. А. Бурбы, был открыт Музей истории института[107]. В 2006 г. экспозицию перенесли в более просторное помещение в новом здании Научной библиотеки ОГУ (аудитории 17-0402 и 17-0403)[108][109].
- В музее Медногорского медно-серного комбината деятельности А. А. Бурбы посвящено 6 стендов.
- Материалы о А. А. Бурбе представлены в экспозиции городского краеведческого музея Медногорска[110].
- Табличка и фотография А. А. Бурбы размещены в галерее почётных граждан Медногорска в здании Администрации города.
- Подробный биографический очерк о А. А. Бурбе как первом ректоре Оренбургского политехнического института включён в методические указания для студентов «Знакомство с Оренбургским государственным университетом» (с.12—23) для проведения практических занятий по дисциплине «Введение в специальность»[111].

## Общественно-политическая деятельность

### Советы народных депутатов
Депутат Медногорского городского Совета (1954—1971).

Депутат Оренбургского областного Совета (1956—1971).

Депутат Оренбургского городского Совета (1972—1984), председатель комиссии по работе с молодёжью.

### КПСС
Член КПСС с 1953 года.

Член бюро Медногорского городского комитета КПСС (1954—1971).

Член Оренбургского областного комитета КПСС (1956—1984).

Член ревизионной комиссии Оренбургского обкома КПСС (1972—1984).

В 1966 году А. А. Бурба был избран делегатом от Медногорской городской партийной организации на XXIII съезд КПСС и участвовал в работе съезда с правом решающего голоса.

## Награды

### Государственные
- Два ордена Ленина (1961, 1966)
- Орден Октябрьской Революции (1971)
- Два ордена «Знак Почёта» (1957, 1981)
- Медаль «За трудовое отличие» (1954)
- Медаль «За доблестный труд. В ознаменование 100-летия со дня рождения Владимира Ильича Ленина» (1970)
- Медаль «Тридцать лет Победы в Великой Отечественной войне 1941—1945 гг.» («Участнику трудового фронта») (1975)
- Медаль «За доблестный труд в Великой Отечественной войне 1941-1945 гг.» (1946)
- Медаль «Ветеран труда» (1984)
- Медаль «За освоение целинных земель» (1957)[114][115]

### Региональные и отраслевые
- Почётная грамота Исполкома Оренбургского областного совета депутатов трудящихся (1957) — за шефское строительство водопровода в селе Новопокровка.
- Знак «Отличник социалистического соревнования РСФСР» (1964).
- Знак «Отличник социалистического соревнования цветной металлургии СССР» (1968).
- Благодарность министра цветной металлургии СССР П. Ф. Ломако «за долголетнюю и плодотворную работу в цветной металлургии» (1971)[116].
- Знак «Победитель социалистического соревнования 1976 года» (знак учреждён ЦК КПСС, Совмин СССР, ВЦСПС и ЦК ВЛКСМ).
- Благодарность министра высшего и среднего специального образования РСФСР «за многолетнюю плодотворную работу в должности ректора института» (1983).

### Выставок и обществ
- Медаль Всесоюзной сельскохозяйственной выставки — ВСХВ (1957) за строительство силами ММСК зерносушилки и пяти зернохранилищ на станции Сара Южно-Уральской железной дороги в связи с освоением целинных земель.
- Грамота Всесоюзного химического общества им. Д. И. Менделеева за работу по очистке отходящих газов ММСК от серосодержащих примесей (1960).
- Бронзовая медаль Выставки достижений народного хозяйства СССР — ВДНХ за внедрение термостойкой ткани нитрон в качестве фильтров в цехе переработки пыли ММСК (1964).
- Знак ДОСААФ СССР «За активную работу» (1962, 1964).
- Почётный знак Всесоюзного добровольного общества содействия армии, авиации и флоту — ДОСААФ.
- Знак «Отличник гражданской обороны СССР» (1970).
- Золотой значок ГТО V ступени «Бодрость и здоровье» для мужчин 40—60 лет (1974).
- Почётная грамота Всесоюзного химического общества им. Д. И. Менделеева (1978).
- Благодарственная грамота Всесоюзного общества «Знание» (1978).
- Диплом Президиума Центрального правления Научно-технического общества машиностроительной промышленности и 2-я премия на Всесоюзном конкурсе им. П. Г. Соболевского за разработку новой технологии изготовления поршневых компрессионных колец тепловозного дизеля типа Д-100 методом порошковой металлургии (1980).

### Почётные звания
- Почётный гражданин города Медногорска (Оренбургская область) (1979)[3][4].
- Занесён в «Книгу Почёта» Оренбургского государственного университета (25 января 1996, запись № 1)[117].

## Публикации

### Монография
- Утилизация промотходов нефтеперерабатывающего предприятия. М.: Изд-во ООО «Редакция журнала ХНГМ» — МАКСПресс, 2001. — 118 с. ISBN 5-902028-02-7. (соавт.: В. П. Малкин, Т. В. Зеленина, Н. Г. Ягудин).

### Учебное пособие
- Германий: Учебн. пособие для студентов металлургич. специальности. Иркутск: Иркут. политехн. ин-т, 1967. — 176 с. (соавт.: Г. Н. Сосновский, Т. А. Макарова)[118].

### Научные статьи (частично)
- Очистка серы от мышьяка известковым молоком // Журн. прикл. химии, 1959, № 6. (соавт.: А. В. Авдеева).
- Разработка и освоение технологии получения германия при шахтной плавке руд цветных металлов // В сб.: Мат-лы научн. семинара по проблеме извлеч. германия при переработке руд: Информ. Гиредмета, 1960, № 7(18).
- Современные методы очистки серы // Сб. НИИТЭХИМ, 1965, № 3-4. (соавт.: М. А. Платков, В. В. Илларионов).
- Горизонтальный кожухо-трубный холодильник для охлаждения серной кислоты // Журн. прикл. химии, 1966, № 1. (соавт.: И. Г. Матвиенко, Л. Я. Живайкин).
- Из опыта работы Медногорского МСК по извлечению германия из металлургических пылей и зол энергетических углей // В сб.: Мат-лы совещания по обмену опытом в области производства германиевого сырья (Центр микроэлектроники, Зеленоград): Сб. Гиредмета, 1969, т. 1. (соавт.: Д. М. Чижиков).
- Разработка электросульфидного способа дистилляции германия из зол углей // В сб.: Мат-лы совещания по обмену опытом в области производства германиевого сырья (Центр микроэлектроники, Зеленоград): Сб. Гиредмета, 1969, т. 2. (соавт.: Ю. А. Лайнер, М. Е. Кердинский).
- Изыскание способа переработки мышьяково-таллиевого кека // Тр. Иркутск. политехнич. ин-та, сер. металлургич. Вып. 47, 1969. — С. 1-3. (соавт.: Г. Н. Сосновский, Ж. А. Ауэзов).
- Изучение структуры стёкол системы RO — Al2O3 — B2O3 — SiO2 // Доклады АН СССР, 1970, т. 194, № 1. (соавт.: А. М. Шевяков, А. И. Сатурнов).
- Исследование структурного положения германия в зависимости от условий синтеза щёлочно-германатных стекол по данным ИК и ЭПР спектроскопии // Журн. прикл. спектроскопии, 1971, т. XIV, вып. 2. (соавт.: Д. Г. Галимов, Ю. С. Крупкин, А. М. Шевяков).
- Установка для измерения вязкости серы // Заводская лаборатория, 1974, т. 40, № 1. (соавт.: М. Е. Кердинский).
- Фильтрация раствора диэтаноламина через пористые титановые фильтры // Оренб. центр научно-технич. информ.: Информ. листок № 305-79, 1979. — С. 1-3. (соавт.: Ю. А. Лосев, В. В. Немков, А. И. Дзюбан).
- Получение сульфата аммония из отработанной серной кислоты // Нефтепереработка и нефтехимия, 1979, № 12, с.32—34. (соавт.: В. П. Малкин, А. В. Федин).
- Использование очищенных промышленных сточных вод горно-обогатительного комбината для сельскохозяйственного орошения // В сб.: Тезисы докладов Республиканской конференции «Проблемы охраны окружающей среды в районах с интенсивно развивающейся промышленностью». Кемерово, 1982. (соавт.: В. П. Малкин, И. И. Греков, Н. А. Чевычелова).
- Реакции галогенмагнийалкоголятов сложных эфиров α-окси-α-алкоксикислот с парафторбензилхлоридом // Журн. общ. химии, 1983, т. 53, вып. 11, с. 2557—2560. (соавт.: В. Н. Кашинский, Р. И. Зулькарнаев, И. И. Лапкин).
- Об охране окружающей среды на Южном Урале // Горный журнал, 1983, № 9, с. 5. (соавт.: А. Я. Гаев, Г. И. Щетинин).

### Редактор сборника
- Прогрессивные методы порошковой металлургии в машиностроении / Ред. Бурба А. А. и др. Оренбург: Оренб. политехн. ин-т, 1980. — 95 с.[119].

### Авторские свидетельства (частично)
- А. с. № 161491 «Способ извлечения таллия из сложных производственных растворов осаждением». Заявлено 11.01.1963. Опубл. 19.03.1964 в Бюлл. изобретений № 7 (соавт.: М. М. Шнякина, Ф. Д. Аптекарь, В. И. Садыков, А. К. Шарова, И. А. Ульянова)[120].
- А. с. № 458378 «Флюсовая смесь для разливки стали». Приоритет 17 июля 1972. Опубл. в Бюлл. изобретений 30 янв. 1975. (соавт.: А. Г. Непомнящий, В. Б. Шашков, Г. А. Седач, В. Г. Некрасов, Г. Н. Мулько)[121].
- А. с. № 724444 «Способ получения сульфата аммония». Приоритет 30 авг. 1977. Зарегистр. в Госреестре изобретений СССР 7 дек. 1979. (соавт.: А. В. Федин, Г. П. Федина, В. П. Малкин, Н. А. Николаенко, Г. И. Алимбаев)[122].
- А. с. № 808426 «Способ изготовления изделий из гипсосодержащих отходов химических производств». Заявлено 06.07.1978. Опубл. 28.02.1981 в Бюлл. изобретений № 8. (соавт. Ю. А. Козлов, В. Т. Прожога, М. С. Пожар, Л. Т. Редко, В. И. Обозюк)[123].
- А. с. № 826648 «Состав порошковой проволоки для наплавки». Приоритет 8 февр. 1979. Зарегистр. в Госреестре изобретений СССР 4 янв. 1981. (соавт.: С. И. Богодухов, В. М. Вялков, А. Д. Проскурин).
- А. с. № 942886 «Установка для изготовления спечённых изделий». Заявлено 23.10.1980. Опубл. 15.07.1982 в Бюлл. изобретений № 26. (соавт.: В. И. Домогацкий, С. А. Ефременко, Ю. С. Гущин, В. И. Хомутов, С. Р. Якимов)[124].
- А. с. № 977902 «Способ термического обезвреживания сточных вод». Приоритет 20 апр. 1981. Зарегистр. в Госреестре изобретений СССР 3 авг. 1982. (соавт.: В. П. Малкин, М. С. Пожар, В. Е. Павленко, В. М. Коломиец, А. А. Заблицкий).
- А. с. № 1031125 «Способ получения производных этилового эфира ацетилгликолевой кислоты». Приоритет 19 авг. 1981. Зарегистр. в Госреестре изобретений СССР 23 марта 1983. (соавт.: В. Н. Кашинский, Р. И. Зулькарнаев).
- А. с. № 1209167 «Способ диагностики менингококкового носительства». Приоритет 10 июня 1983. Опубл. в Бюлл. изобретений 7 февр. 1986. (соавт.: С. Д. Борисов, О. В. Бухарин, Л. А. Зарифуллина, Р. И. Зулькарнаев, В. Л. Карташова, В. Н. Кашинский, Б. Я. Усвяцов)[125].
- А. с. № 1560481 «Электролизёр для очистки нефтесодержащих вод». Заявлено 29 апр.1984. Опубл. 30 апр.1990 в Бюлл. изобретений № 16. (соавт. С. А. Сандаков, В. О. Рязанов, А. П. Васильев)[126].

### Газетно-журнальные статьи
- Рождённый в годы первых пятилеток // газ. «Южный Урал» (Оренбург). — 1967. — 26 октября. (К 30-летию города Медногорска)[127].
- Загадочно, трудно, интересно // газ. «Комсомольское племя» (Оренбург). — 1972. — 2 марта. (О работе студенческого научного общества в ОрПтИ).
- Новая специальность в Оренбургском политехническом институте // журн. «Закупки сельскохозяйственных продуктов». — 1972. — № 8. — С. 47. (О начале подготовки специалистов по хранению и переработке зерна).
- Этика в инженерном вузе / А. Бурба, Л. Большаков // газ. «Правда». — 1974. — 13 января.
- Создано в вузе / А. Бурба, В. Шашков // газ. «Правда». — 1976. — 7 февраля. (О научных изысканиях в ОрПтИ).
- Наука на страже природы // газ. «Южный Урал» (Оренбург). — 1978. — 29 июня.
- Промышленным стокам — новую жизнь / А. Бурба, Л. Шмидт // газ. «Южный Урал» (Оренбург). — 1979. — 20 декабря.
- Как из воды добыли «удобрения» / А. Бурба, Л. Шмидт, В. Малкин // газ. «Южный Урал» (Оренбург). — 1980. — 5 июня. (О сотрудничестве ОрПтИ с объединением «Орскнефтеоргсинтез»)[128].